# 仮言三段論法
仮言三段論法（かげんさんだんろんぽう、英: Hypothetical syllogism）とは、論理学において、一般的に「大前提」のみを仮言命題（条件付き命題）にした三段論法のこと。ただし、大前提・小前提・結論すべての命題が仮言命題（条件付き命題）である場合もある。仮言的三段論法あるいは蓋然的三段論法とも。また、論理学史では、ある種の論理的帰結を得る理論を指すこともある。

## 命題論理
仮言三段論法は古典論理の演繹の推論規則の1つであり、非古典論理学では採用されないこともある。仮言三段論法は、以下の形式に従う妥当な論証である。
```
P → Q
Q → R
従って、P → R
```

記号的に表現すると次のようになる。
```

  

    

      

        
P

        
→

        
Q

        
,

      

    

    
{\displaystyle P\rightarrow Q,}

  

  

    

      

        
Q

        
→

        
R

      

    

    
{\displaystyle Q\rightarrow R}

  

  

    

      

        
⊢

        
P

        
→

        
R

      

    

    
{\displaystyle \vdash P\rightarrow R}

  

```

言い換えれば、ある概念が別の概念を包含し、その別の概念が第三の概念を包含するとき、最初の概念は第三の概念を包含する。

### 例
仮言三段論法の例を以下に示す。
```
もし私が目覚めなければ、私は仕事に行けない。
もし私が仕事に行けなければ、私は給料が貰えない。
従って、もし私が目覚めなければ、私は給料が貰えない。
```

仮言三段論法の利点は、事実に反する仮定を使うことができる点である。つまり、前提として一般には偽であるような仮定を用いて、全体として真であるような論証を行うことができる。
妥当な仮言三段論法に使用可能な事実に反する仮定の例を以下に示す。
- もしジョージ・ワシントンにひげがあったら、彼は目立ったことだろう。
- もしヨギ・ベラが本塁打を800本打ったとしたら、それは驚異的であろう。